# 437 a.C.

## Eventos
- Marco Gegânio Macerino, pela terceira vez, e Lúcio Sérgio Fidenato, cônsules romanos.
- Marco Valério Latuca Máximo, cônsul sufecto.
- Mamerco Emílio Mamercino eleito ditador e nomeia Lúcio Quíncio Cincinato seu mestre da cavalaria.